# کیم فومین
کیم فومین (اوکراینی: Кім Євгенович Фомін؛ ۱۹۱۴ – ۱۹۷۶) بازیکن فوتبال اهل امپراتوری روسیه بود.
از باشگاه‌هایی که در آن بازی کرده‌است می‌توان به باشگاه فوتبال چورنومورتس اودسا اشاره کرد.